# Szkoła uwodzenia 2
Szkoła uwodzenia 2 (ang. Cruel Intentions 2) – film fabularny produkcji amerykańskiej z 2000 roku. Prequel Szkoły uwodzenia (1999).

## Obsada
- Robin Dunne – Sebastian Valmont
- Sarah Thompson – Danielle Sherman
- Keri Lynn Pratt – Cherie Claymon
- Amy Adams – Kathryn Merteuil
- Mimi Rogers – Tiffany Merteuil
- Barry Flatman – pan Sherman
- David McIlwraith – Edward Valmont
- Sean Patrick Thomas – Todd Michaels (sceny usunięte)
- Jonathan Potts – Steve Muller